# Lijst van gemeenten in Hakkâri
Onderstaande lijst bevat alle gemeenten (2000) in de Turkse provincie Hakkâri.
| District  | Gemeente     |
| --------- | ------------ |
| Çukurca   | Çukurca      |
| Hakkâri   | Durankaya    |
| Hakkâri   | Hakkâri      |
| Şemdinli  | Derecik      |
| Şemdinli  | Şemdinli     |
| Yüksekova | Büyükçiftlik |
| Yüksekova | Esendere     |
| Yüksekova | Yüksekova    |